# Динамо (хоккейный клуб, Балашиха)
 «Дина́мо» (Балаши́ха) — российская спортивная команда по хоккею с шайбой, созданная в 2010 году как «Динамо» (Тверская область). Являлся фарм-клубом ХК «Динамо» (Москва).

## История
Выступал в Высшей хоккейной лиге (ВХЛ).
В сезоне 2010/2011 годов проводил домашние матчи в Твери в СК «Юбилейный», с 2011 года выступал в Балашихе в ледовом дворце «Балашиха-Арена».
В сезоне 2016/2017 команда выиграла Кубок Братину.
В связи с финансовыми проблемами клуб прекратил существование.

## Главные тренеры команды
- Антипов Анатолий Александрович (2010 — 6 декабря 2010)
- Савченков Александр Александрович (6 декабря 2010 — 4 октября 2013)
- Антипов Анатолий Александрович (4 октября 2013 — 8 июля 2015)
- Орешкин Сергей Юрьевич (8 июля 2015 — 29 декабря 2015)
- Антипов Анатолий Александрович (29 декабря 2015—2017)

## Достижения
- Серебро Кубка Дизеля 2010
- Бронза Кубка Дизеля 2011
- Первое место турнира на приз губернатора Тверской области 2012
- Обладатель Кубка Братины в сезоне 2016/2017

### Выступления в ВХЛ
| Сезон   | Регулярный чемпионат | Плей-офф                                                                           |
| ------- | -------------------- | ---------------------------------------------------------------------------------- |
| 2010/11 | итоговое 19 место    | Участие не принимали                                                               |
| 2011/12 | итоговое 20 место    | Участие не принимали                                                               |
| 2012/13 | итоговое 11 место    | Поражение в 1/8 финала: 1-3 Спутник                                                |
| 2013/14 | итоговое 13 место    | Поражение в 1/8 финала: 1-4 Сарыарка                                               |
| 2014/15 | итоговое 17 место    | Участие не принимали                                                               |
| 2015/16 | итоговое 12 место    | Поражение в 1/4 финала: 4-3 Буран, 1-4 ТХК                                         |
| 2016/17 | итоговое 6 место     | Обладатель кубка Братины. 4:2 Нефтяник, 4:1 Спутник, 4:0 Зауралье, 4:0 Торпедо У-К |

### Клубные рекорды по сезонам
2010/11. Регулярный чемпионат:
Лучшие игроки команды: вратарь — Желобнюк Вадим за 29 игр 3.27 (коэффициент надежности) 1615:54 (время на площадке); защитник — Антоновский Илья за 52 игры 21 очко (6+15) 91 (бросок по воротам); нападающий — Коротков Владимир за 56 игр 41 очко (13+28) 95 (бросков по воротам).
2011/12. Регулярный чемпионат:
Лучшие игроки команды: вратарь — Волошин Дмитрий за 37 игр 2094:58 (время на площадке); защитник — Антоновский Илья за 28 игр 18 очков (11+7) 20:58 (время на площадке); нападающий — Сопин Алексей за 53 игры 34 очка (17+17) 17:45 (время на площадке).
2012/13. Регулярный чемпионат:
Лучшие игроки команды: вратарь — Волошин Дмитрий за 38 игр 2213:26 (время на площадке); защитник — Швалев Алексей за 52 игры 16 очков (4+12) 19:40 (время на площадке); нападающий — Александр Шибаев за 51 игру 61 очко (14+47) 19:22 (время на площадке).

### Индивидуальная статистика
| Индивидуальные рекорды игроков за один сезон Регулярный чемпионат |                   |       |         |
| Статистика                                                        | Игрок             | Всего | Сезон   |
| Голы                                                              | Фахрутдинов Марат | 25    | 2012/13 |
| Передачи                                                          | Шибаев Александр  | 47    | 2012/13 |
| Очки                                                              | Шибаев Александр  | 61    | 2012/13 |
| Очки, защитник                                                    | Антоновский Илья  | 21    | 2010/11 |
| Лучший + / -                                                      | Юшин Алексей      | +9    | 2010/11 |
| Штр. минуты                                                       | Епрев Максим      | 175   | 2012/13 |
| Лучший КН (вратарь) Сыгравший не менее 20 игр                     | Заливин Александр | 2.71  | 2013/14 |

Примечание: КН — Коэффициент надежности = 60мин*ПШ/ВП, Штр — Штрафное время.